# 飾鰭亮麗鯛
飾鰭亮麗鯛（学名：Lamprologus ornatipinnis）為輻鰭魚綱鱸形目隆頭魚亞目慈鯛科的其中一種，分布於非洲坦干伊喀湖流域，體長可達7.8公分，棲息在中底層水域，成小群活動，居住在蝸牛殼，生活習性不明，可作為觀賞魚。